# Jerzy Stanisław Czajkowski
Jerzy Stanisław Czajkowski (ur. 13 stycznia 1931 w Ościsłowie, zm. 7 października 2015) – polski poeta i publicysta.

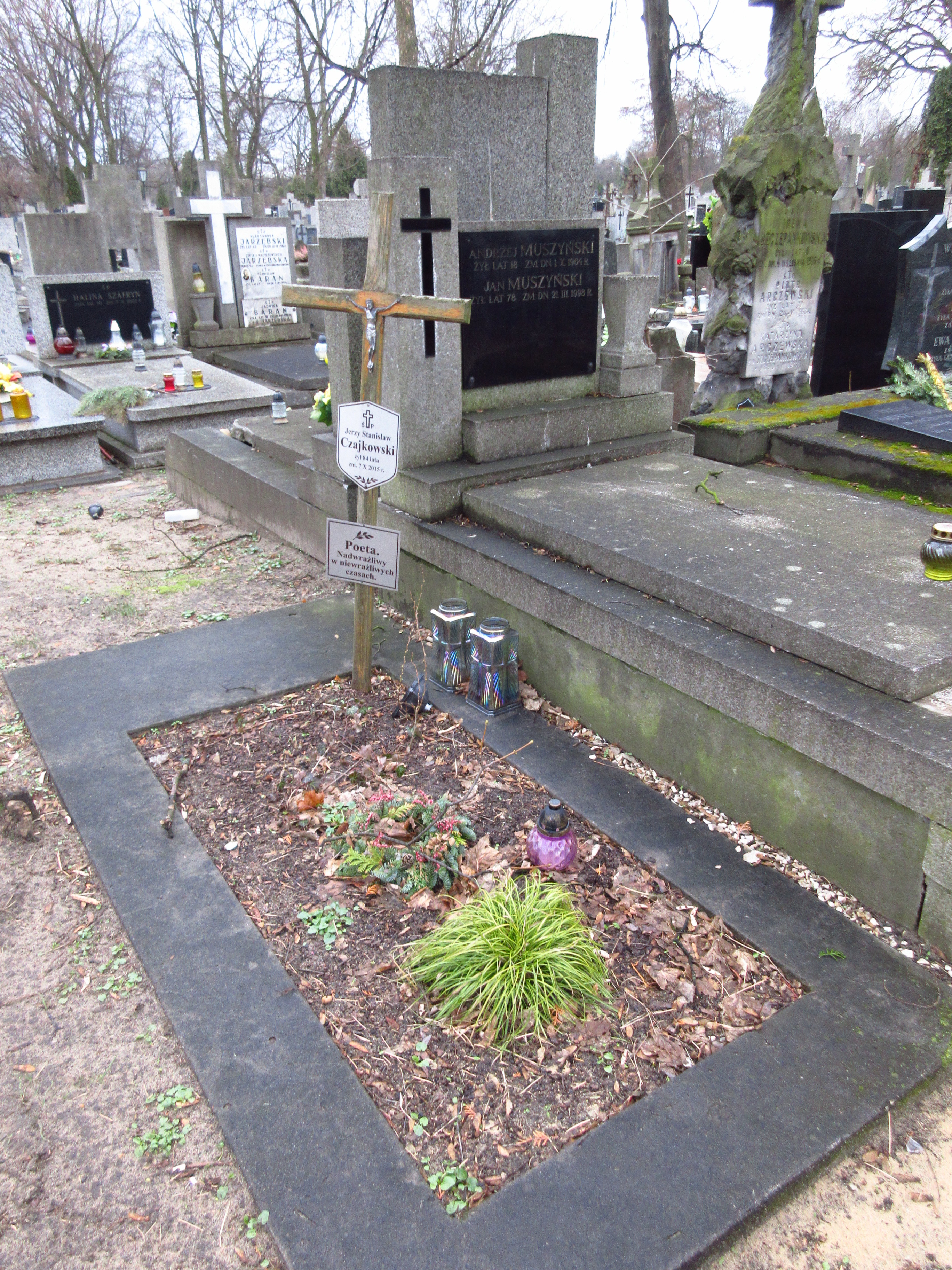
Grób Jerzego Stanisława Czajkowskiego na Cmentarzu Bródnowskim.

Ukończył socjologię na Uniwersytecie Warszawskim. Debiutował jako poeta w 1957 r. na łamach dwutygodnika "Współczesność". Był jednym z założycieli tego czasopisma. W latach 1961–1985 pełnił funkcję redaktora wydawnictw. Oprócz tego w latach 1971-1973 był członkiem redakcji miesięcznika "Literatura na Świecie". W 2002 napisał wiersz "Do Przyjaciół Rosjan".
Zmarł 7 października 2015 roku. Pochowany na cmentarzu Bródnowskim (kwatera 50E-VI-31).

## Twórczość
- 1976 - Dalekie drzewo
- 1978 - Pasje i pasjanse
- 1987 - Śmiech Pompei